# Reggie Bagala
Pour les articles homonymes, voir Bagala.
Reggie Paul Bagala est un homme politique américain né le 8 juillet 1965 et mort le 9 avril 2020 à Raceland (Louisiane) des suites de la COVID-19. 
Républicain, il est membre de la Chambre des représentants de Louisiane du 13 janvier 2020 à sa mort.

## Biographie

### Mort
Reggie Bagala est mort le 9 avril 2020 à Raceland (Louisiane), mort due à la maladie à coronavirus 2019,. 